# Capolat
Capolat è un comune spagnolo di 66 abitanti situato nella comunità autonoma della Catalogna.